# Pichi Mahuida megye
Pichi Mahuida egy megye Argentína középpontjától délre, Río Negro tartományban. Székhelye Río Colorado.

## Népesség
A megye népessége a közelmúltban a következőképpen változott:
| Év   | Lakosság |
| ---- | -------- |
| 2001 | 13 935   |
| 2010 | 14 107   |